# Эта Геркулеса
Эта Геркулеса (лат. η Herculis), 44 Геркулеса (лат. 44 Herculis), HD 150997 — кратная звезда в созвездии Геркулеса на расстоянии приблизительно 109 световых лет (около 33,5 парсек) от Солнца. Возраст звезды определён как около 1,08 млрд лет.

## Характеристики
Первый компонент (HD 150997) — оранжево-жёлтый гигант спектрального класса G7IIIFe-1, или G7III, или G7,5IIIb, или G8III-IV, или G8III, или K0. Видимая звёздная величина звезды — +3,476m. Масса — около 2,668 солнечных, радиус — около 9,306 солнечных, светимость — около 55,307 солнечных. Эффективная температура — около 5084 K.
Второй компонент — коричневый карлик. Масса — около 55,86 юпитерианских. Удалён в среднем на 2,074 а.е..
Третий компонент (WDS J16429+3855B). Видимая звёздная величина звезды — +11,72m. Удалён на 116,4 угловых секунды.
Четвёртый компонент (WDS J16429+3855C). Видимая звёздная величина звезды — +13,94m. Удалён на 84 угловых секунды.